# Casa individuală de pe str. 31 August 1989, 141 (Chișinău)
Casa individuală de pe str. 31 August 1989, 141 este o clădire amplasată pe str. 31 August 1989, 141 în Chișinău, Republica Moldova. Este un monument arhitectural de importanță națională inclus în Registrul monumentelor Republicii Moldova ocrotite de stat cu nr. 177 (municipiul Chișinău). Datează de la înc. sec. XX.